# Raport płacowy
Raport płacowy (ang. salary survey) – rezultat badania wysokości wynagrodzeń na danym terenie lub w danej branży. Raport zawiera informacje o wysokości wynagrodzeń na konkretnych stanowiskach w formie zagregowanej, która uniemożliwia identyfikację poziomu płac w konkretnym przedsiębiorstwie. Narzędzie używane głównie przez działy personalne przedsiębiorstw w celu porównania wynagrodzeń w firmie do stawek rynkowych. Pierwsze raporty płacowe powstały w Stanach Zjednoczonych w latach 80. XX wieku. W Polsce pierwszy raport płacowy pojawił się w 1997 roku.

## Rodzaje raportów
Raporty płacowe w zależności od stopnia dostępności i grupy odbiorców można podzielić na dwa rodzaje:
- Płatne, skierowane do działów personalnych i finansowych przedsiębiorstw. Podstawą tego typu opracowań są badania wynagrodzeń, w których udział biorą przedsiębiorstwa. Wyróżnia się między innymi zestawienia kapitałowe, sektorowe, branżowe czy regionalne. Dzięki temu, że dane do raportu pochodzą ze sprawdzonych źródeł, mogą stanowić podstawę do podejmowania decyzji w firmie z zakresu wynagrodzeń[5]
- Bezpłatne, dostępne dla wszystkich zainteresowanych wysokością wynagrodzeń[6]. Wśród nich możemy wyróżnić jeszcze 2 typy opracowań:

1. tworzone z tych samych danych, co raporty profesjonalne, ale przedstawione jedynie w ogóle (bez informacji szczegółowych, np. dane bez podziału na regiony i branże),
2. tworzone w oparciu o dane zebrane w ankietach internetowych, na podstawie oczekiwań kandydatów wyrażonych w procesie rekrutacyjnym, raporty giełdowe i dane GUS[7]

## Metody uzyskiwania danych
Dane do raportu mogą pochodzić z różnych źródeł. Najbardziej miarodajne oraz oddające rzeczywistą sytuację na rynku wynagrodzeń są dane płacowe otrzymywane bezpośrednio od pracodawców. Ze względu na wrażliwy charakter danych ich pozyskiwaniem zajmują się zazwyczaj firmy dysponujące odpowiednią infrastrukturą systemową i prawną, zapewniającą poufność przekazywanych informacji. Inną metodą zbierania danych są badania ankietowe, które wypełniają osoby prywatne. Najczęściej wykonuje się je przez internet ze względu na niskie koszty metody i szybki dostęp do uzyskiwanych danych. Zasadniczą wadą tego sposobu jest jednak brak kontroli nad prawdziwością przekazywanych informacji. Prowadzący tego typu badania nie mają pewności, czy uczestnik nie popełnił błędu w trakcie wypełniania ankiety, np. pomylenie płacy brutto z netto. Innym przykładem ogólnodostępnych danych są raporty opracowywane przez działy zajmujące się rekrutacją pracowników. Tworzone są one w oparciu o informacje zebrane w trakcie procesu rekrutacyjnego. Nie są one wykorzystywane przez specjalistów w dziedzinie płac do podejmowania strategicznych dla polityki wynagrodzeń decyzji, ponieważ informują o oczekiwaniach, a nie faktycznych zarobkach kandydatów do pracy.
Typowe badanie składa się z trzech zasadniczych etapów: zbierania, statystycznej obróbki i opracowania danych. Najbardziej czasochłonny jest etap zbierania danych, ponieważ w jego trakcie odbywa się dopasowanie stanowisk (ang. mapping/matching). Proces ten uszczegóławia adekwatność stanowisk oraz przypasowuje do odpowiednich poziomów.